# 薩林鎮區 (阿肯色州克利本縣)
薩林鎮區（英語：Saline Township）是位於美國阿肯色州克利本縣的一個行政鎮區。

## 地方資料
薩林鎮區的面積為36.71平方千米，當中陸地面積為22.33平方千米，而水域面積為14.38平方千米。根據2010年美國人口普查的數據，當地共有人口554人，而人口密度為每平方千米15.09人。